# Écluses de Saint-Roch
Les écluses de Saint-Roch sont une échelle d’écluses ou une série de quatre écluses à chambre unique sur le canal du Midi. Construite vers 1678, elles se trouvent à 65,4 km de Toulouse à 170 m d'altitude. Les écluses adjacentes sont l'écluse de Gay à l'est et l'écluse de la Planque, à l'ouest à l'aval du port de Castelnaudary et du grand bassin.
Elles sont situées sur la commune de Castelnaudary dans le département de l'Aude en région Occitanie.
Les écluses sont inscrites au titre des monuments historiques depuis 1996.